# Entre le ciel et l'enfer
Pour plus de détails, voir Fiche technique et Distribution.
Entre le ciel et l'enfer (天国と地獄, Tengoku to jigoku, litt. « Ciel et enfer ») est un film japonais réalisé par Akira Kurosawa, sorti en 1963. C'est une adaptation très libre du roman Rançon sur un thème mineur de l'écrivain américain Ed McBain.
Le film met en vedette Toshirō Mifune dans le rôle de Kingo Gondo, un industriel prospère dont la vie bascule lorsqu'il apprend que son fils a été enlevé. Cependant, Gondo découvre rapidement que les ravisseurs ont commis une erreur et enlevé à la place le fils de son chauffeur, tout en exigeant une rançon exorbitante. Face à ce dilemme moral, Gondo se retrouve tiraillé entre son devoir de sauver l'enfant et la survie de sa propre entreprise, alors qu'il était sur le point de réaliser une transaction financière majeure.
Divisé en deux parties distinctes, Entre le ciel et l'enfer se déroule d'abord dans l'espace confiné du domicile de Gondo, où les tensions psychologiques et morales se développent, puis bascule dans une enquête criminelle menée par la police pour retrouver les ravisseurs. Le film explore des thèmes tels que la culpabilité, la justice sociale et les inégalités économiques, opposant le luxe de la vie de Gondo au désespoir des quartiers pauvres de Yokohama.
Considéré comme un chef-d'œuvre du cinéma japonais, il est salué pour sa mise en scène rigoureuse, son exploration psychologique complexe et ses performances d'acteurs. Il demeure l'un des films policiers les plus influents de Kurosawa, à la fois pour sa tension dramatique et son commentaire social, transcendant le genre pour offrir une réflexion profonde sur les divisions de classe dans le Japon contemporain.

## Synopsis
Dans une luxueuse  villa qui domine Yokohama, a lieu une réunion entre Kingo Gondo, fondé de pouvoir d'une importante fabrique de chaussures, et les membres du conseil d'administration, qui tentent d'imposer une nouvelle politique de « chaussures bon marché », à laquelle s'oppose Gondo qui veut conserver de hauts objectifs qualité. Le propriétaire des lieux finit par renvoyer ses hôtes.
Il reste avec son secrétaire et sa femme alors que son fils Jun joue avec Shin'ichi, le fils du chauffeur. Gondo explique qu'il a hypothéqué ses biens pour pouvoir racheter la majorité des parts de la société.
Soudain, un appel téléphonique lui indique que son jeune fils a été enlevé, ce qui sème la panique, car le ravisseur demande une rançon de 30 millions de yens. Mais un délicat dilemme survient lorsqu'on apprend que le ravisseur s'est trompé et a en fait enlevé le fils du chauffeur de Gondo. La police japonaise est contactée et une équipe menée par le détective chef Tokura arrive discrètement sur les lieux car le ravisseur doit surveiller la villa. Le criminel recontacte Gondo par téléphone et précise savoir qu'il y a erreur sur l'enfant mais il maintient sa demande de rançon. L'homme d'affaires se refuse à payer. Les trente millions de yens, rançon extravagante demandée par le ravisseur, correspondent à peu près aux 50 millions qu'il a rassemblés en vendant et hypothéquant tous ses biens pour prendre le contrôle de sa société. Cependant, face aux supplications de son épouse et de son chauffeur, il hésite. Le lendemain, il découvre que son secrétaire l'a trahi en prévenant ses associés. Il le renvoie et après une longue hésitation, sous la surveillance secrète de la police, il décide de payer la rançon qui est préparée dans deux sacoches. Gondo doit les jeter par la fenêtre des toilettes du train à grande vitesse japonais, le « Shinkansen ». La police présente peut filmer et photographier la scène mais le ravisseur et deux complices ont tout prévu et récupèrent les deux sacoches. Shin'Ichi est retrouvé sain et sauf.
Après quoi, l'enquête pour retrouver le ravisseur commence, avec tous les moyens possibles de la police (utilisation des films, recherche de témoins, analyse d'indices et de traces laissés par les coupables, numéros des billets, interrogation de l'entourage professionnel de Gondo...). Ainsi, les policiers font tout pour retrouver l'argent de Gondo que le sacrifice de sa fortune a rendu extrêmement populaire à Tokyo. Néanmoins, les financiers profitent de la situation pour empêcher Gondo de contrôler la société. Le chauffeur décide avec l'aide de son fils de retrouver le lieu de l'enlèvement pour aider son employeur. Ils sont rejoints par deux policiers. L'enfant reconnaît les lieux. Les deux complices du ravisseur y sont retrouvés morts par surdose. Pour Tokura, ils ont été assassinés par le cerveau de l'enlèvement qui leur a donné de l'héroïne presque pure : leurs organismes étant habitués à de plus faibles doses, celle-ci leur aura été fatale.
À la demande de la police, la presse répand une fausse information : un billet de 1000 yens aurait été tracé. Dans la panique, le criminel décide alors de brûler les deux sacoches mais celles-ci ont auparavant été imprégnées par la police d'une poudre dont la combustion provoque une fumée rose. Le lieu de l'incinération est ainsi repéré. Un ferrailleur est interrogé et indique avoir vu un jeune qui travaille à l'hôpital. Les inspecteurs, grâce à un dessin de Shin’ichi, repèrent à l'hôpital le ravisseur, Takeuchi, un interne en médecine. Ce dernier avait recruté ses deux complices, des toxicomanes, parmi ses patients. Une filature est organisée afin de surprendre le suspect sur le vif d'un nouvel assassinat à l'aide d'héroïne. Les inspecteurs supposent en effet que Takeuchi, n'étant pas au courant du succès de sa première tentative de meurtre, se rendra à la villa qui sert de repère à ses anciens complices héroïnomanes afin d'en finir avec eux. Mais l'interne se met à déambuler dans les bas-fonds de la ville, où se retrouvent drogués et pourvoyeurs de drogue. Il repère une prostituée. Tokura devine qu'il veut tester l'héroïne sur elle. Mais la police arrive trop tard et découvre la fille morte. Takeuchi est arrêté à la villa et condamné à la peine capitale. L'argent est retrouvé en grande partie mais Gondo a été obligé d'abandonner sa maison mise sous scellés, ainsi que la société.
Plus tard, juste avant son exécution, Takeuchi demande à voir Gondo qui accepte. Celui-ci a été embauché par une entreprise concurrente de fabrication de chaussures, plus modeste mais qui respecte la qualité. Takeuchi au cours de leur entrevue au parloir, dénonce sa richesse insultante. Il explose de colère, de haine et d'impuissance face à Gondo avant d'être emmené de force par ses gardiens.
Au dernier plan, le rideau se ferme entre eux.

## Fiche technique
- Titre : Entre le ciel et l'enfer
- Titre original : 天国と地獄 (Tengoku to jigoku?)
- Réalisation : Akira Kurosawa
- Scénario : Eijirō Hisaita, Ryūzō Kikushima, Hideo Oguni et Akira Kurosawa d'après le roman Rançon sur un thème mineur d'Ed McBain
- Photographie : Asakazu Nakai et Takao Saitō
- Son : Hisachi Shimonaga
- Montage : Akira Kurosawa
- Musique : Masaru Satō
- Décors : Yoshirō Muraki
- Costumes : Miyuki Suzuki
- Sociétés de production : Tōhō & Kurosawa Production Co.
- Pays d'origine :  Japon
- Langue originale : japonais
- Format : noir et blanc - 2,35:1 - son mono - 35 mm
- Genres : film policier ; drame
- Durée : 143 minutes[1]
- Dates de sortie :
  - Japon : 1er mars 1963[1]
  - France : 9 juin 1976[2]

## Distribution
- Toshirô Mifune : Kingo Gondo

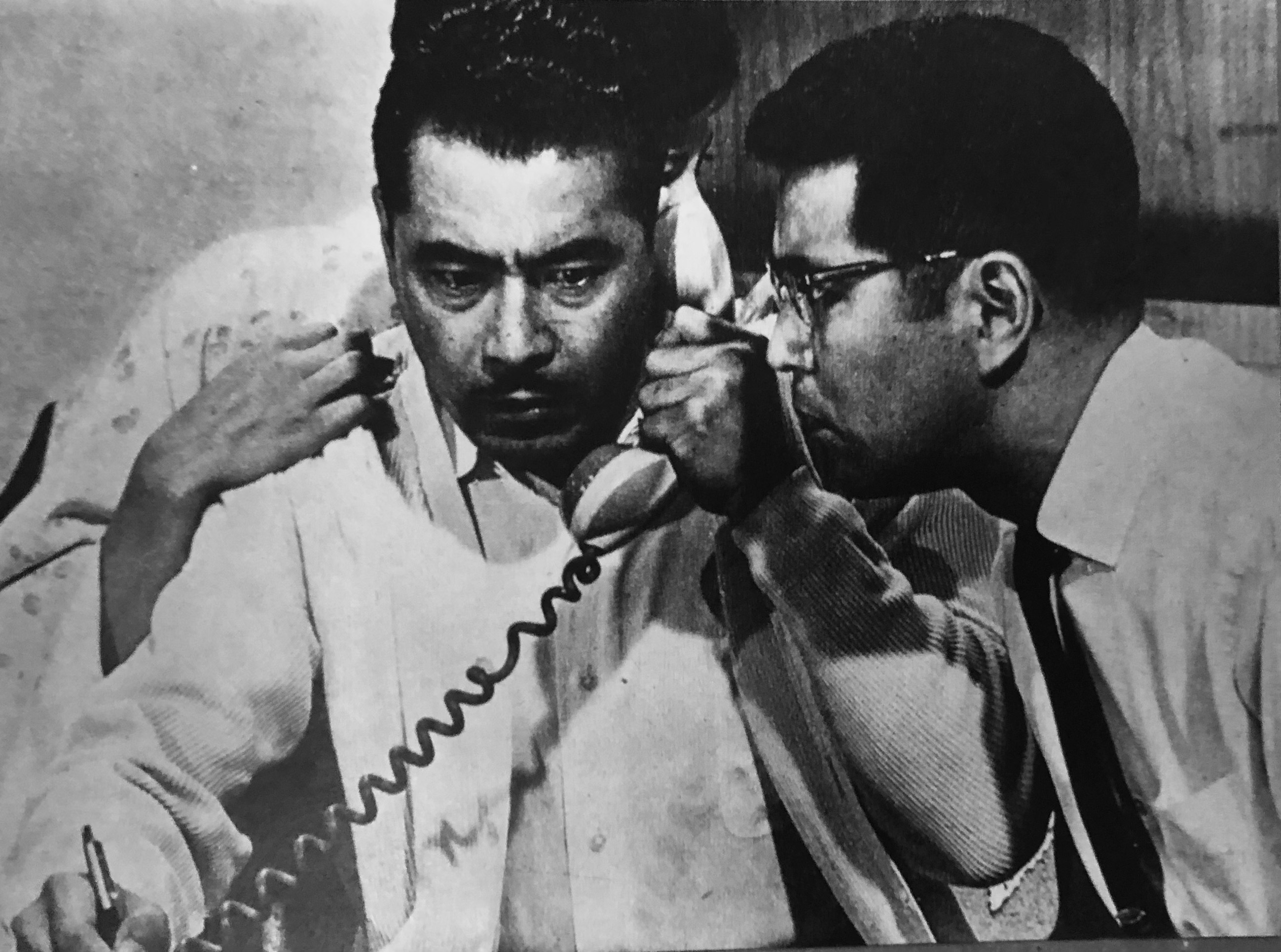
Scène du film avec Toshirô Mifune et Tatsuya Mihashi.

- Tatsuya Nakadai : chef inspecteur Tokura
- Kyōko Kagawa : Reiko Gondo
- Tatsuya Mihashi : Kawanishi, le secrétaire de Gondo
- Isao Kimura : inspecteur Arai
- Kenjirō Ishiyama : chef inspecteur 'Bos'n' Taguchi
- Takeshi Katō : détective Nakao
- Takashi Shimura : chef de la section de recherche
- Tsutomu Yamazaki : le ravisseur
- Kamatari Fujiwara : le ferrailleur

## Commentaire
Après le succès de ses deux précédents films de sabre, soit Le Garde du corps (Yojimbo), en 1961, et Sanjuro, en 1962, Akira Kurosawa revient aux sujets contemporains en s'inspirant pour partie d'un des romans de la série du 87e District (87th Precint) d'Ed McBain.
Le film compte trois parties. La première est centrée sur le personnage de Gondo et son dilemme entre sauver le fils de son chauffeur et assurer l'aisance matérielle de sa famille. La seconde partie se centre essentiellement sur l'enquête policière et le travail des nombreux inspecteurs pour retrouver la trace du ravisseur et permettre à Gondo, devenu très populaire au sein de la population, de retrouver son argent. La troisième partie dans les bas-fonds de la ville est beaucoup plus noire et marque de façon désespérée l'impossible réconciliation entre les riches et les pauvres symbolisée par la superbe scène finale entre le ravisseur, ivre de haine et d'impuissance, et Gondo impavide. Au dernier plan, le rideau se ferme sur ce dialogue avorté.
Le son d'une flûte à coulisse se fait entendre à plusieurs reprises : à chaque fois, par exemple, que Gondo fait glisser la porte-fenêtre de son salon climatisé pour s'exposer à l'atmosphère extérieure et inspirer l'air de la ville ; mais on l'entend aussi lorsque l'inspecteur-chef Tokura a réuni ses hommes pour leur expliquer en quoi va consister leur dernière mission. Le symbole est discret et subtil.

## Production
Entre le ciel et l'enfer est tourné aux studios Tōhō et en extérieur à Yokohama. Kurosawa inclut des caméos de nombre de ses acteurs populaires, faisant de sa distribution prestigieuse l'un des points forts les plus mémorables du film. Le film met en avant l'infrastructure moderne des années du miracle économique japonais et la préparation des Jeux olympiques de Tokyo de 1964, y compris les lignes de train rapides et la prolifération des voitures personnelles.

### Écriture
C'est une adaptation très libre du roman Rançon sur un thème mineur de l'écrivain américain Ed McBain. Le scénario se terminait initialement par une conversation entre l'inspecteur Tokura et Gondo avant que Kurosawa ne change d'avis lors du montage.

### Tournage
En préparation de la scène où de l'argent est jeté par la fenêtre ouverte d'un train express Kodama, les cinéastes font de nombreuses demandes aux Chemins de fer nationaux japonais ; sans connaître la raison de leurs questions, un officiel finit par demander « Qui êtes-vous ? ». Le train est loué et la scène est tournée pendant que le train roule sur la ligne Tōkaidō. Apparemment, les acteurs ont répété la scène en plateau pendant une semaine avant la prise unique. Selon Teruyo Nogami (en), scripte sur de nombreux films de Kurosawa, les affirmations selon lesquelles Kurosawa aurait ordonné la destruction d'une maison privée parce qu'elle bloquait le visage de l'acteur jouant le ravisseur sont exagérées. Au lieu de cela, un drap bleu a été utilisé pour dissimuler les modifications apportées au deuxième étage d'un bâtiment voisin, un travail conçu et exécuté seulement un jour avant le tournage.
Pendant la scène finale, Tsutomu Yamazaki, jouant le ravisseur, se brûle les mains sur le grillage métallique à cause de la chaleur des éclairages. Le rôle le propulse vers le succès, apparaissant dans deux autres films de Kurosawa (Barberousse et Kagemusha, l'Ombre du guerrier) et jouant dans la populaire série télévisée de jidai-geki des années 1970 Hissatsu Shiokinin (en).
Le film est tourné en utilisant le CinemaScope, un système de tournage en écran large.

### Montage
La fin du scénario original est modifiée lorsque Kurosawa souligne que la performance de Yamazaki est particulièrement puissante.

### Bande originale
La musique est composée par Masaru Satō pour sa huitième collaboration avec Akira Kurosawa. Elle inclut des morceaux de L'Homme H (1958), dont la musique a également été produite par Satō.

## Sortie
Entre le ciel et l'enfer sort au Japon le 1er mars 1963. En août de la même année, il est présenté à la Mostra de Venise, où il est nommé pour le Lion d'or, bien qu'il ne sorte pas en Italie avant quelques années. Le film est distribué par Toho International (en) avec des sous-titres en anglais aux États-Unis le 26 novembre 1963,. Il sort plus largement en Europe à partir de 1967, avec une première au Royaume-Uni en avril et en Espagne en juillet ; mais pas en France avant 1976.

### DVD et Blu-Ray
The Criterion Collection sort le film en DVD le 14 octobre 1998 et de nouveau en version remasterisée le 22 juillet 2008. Une version Blu-Ray sort le 26 juillet 2011,.

## Accueil
Lors de sa sortie aux États-Unis, certains critiques se demandent si les techniques d'investigation telles que l'analyse de l'écriture et l'analyse vocale sont possibles au Japon à cette époque.

### Box-office
Le film est un succès au box-office au Japon, rapportant 460,2 millions ¥ en ventes de billets,. Il ressort aux États-Unis en 2002 dans le cadre du festival Kurosawa & Mifune ; une sortie multi-titres qui récolte 561 692 $.

### Critique
Les critiques contemporaines du film obtiennent un consensus positif. Le New York Times déclare qu'il s'agit de « l'un des meilleurs thrillers policiers jamais tournés », allant jusqu'à féliciter la performance de Mifune et Nakadai et commentant finalement : « M. Kurosawa a composé un film mosaïque remarquable, à la fois palpitant et compatissant ». Le Washington Post écrit que « Entre le ciel et l'enfer est, d'une certaine manière, la pièce compagne du Château de l'araignée - c'est Macbeth, si Macbeth avait eu une meilleure épouse. Le film partage la rigueur de la construction de Shakespeare, la portée symbolique et historique, le rythme qui fait que l'histoire se développe organiquement dans l'esprit ». Stanley Kauffmann (en) de The New Republic après s'être demandé pourquoi Kurosawa a voulu faire Entre le ciel et l'enfer, écrit : « Dire tout cela n'a pas, je l'espère, découragé le lecteur de voir ce film. Bien au contraire. Deux heures et vingt-trois minutes de divertissement de qualité ne sont pas une réalisation banale. De plus, dès la première image (littéralement) jusqu'à la dernière, Kurosawa ne fait pas le moindre faux pas et ne le permet pas non plus à quiconque ».
Scott Tobias de The A.V. Club commente sur la nature clivante du film, le voyant comme divisé en deux entre la tension intérieure de la négociation au début, et la course contre la montre de l'enquête pour trouver le ravisseur. Il salue Kurosawa pour avoir transformé le « suivi banal du travail de la police en matière de suspense à couper le souffle ».
David Parkinson, écrivant pour Empire en 2006, lui attribue quatre étoiles sur cinq, commentant l'utilisation par le film de « l'apparence trompeuse » pour illustrer que « tous les hommes sont essentiellement égaux et que la seule chose qui les sépare vraiment sont les choix qu'ils font dans les profondeurs d'une crise ».
Martin Scorsese l'inclut sur une liste de « 39 films étrangers essentiels pour un jeune cinéaste ».
Sur le site d'agrégation de critiques Rotten Tomatoes, Entre le ciel et l'enfer a un taux d'approbation de 96% basé sur 24 critiques, avec une note moyenne de 8/10. En 2009, le film est classé à la 13e place sur la liste des « Meilleurs films japonais de tous les temps » par le magazine de cinéma japonais Kinema Junpō.

## Postérité
Le film est constamment classé parmi les plus grandes œuvres de Kurosawa malgré le fait qu'il n'atteint pas le même niveau de notoriété que Rashōmon ou Les Sept Samouraïs.
En mettant l'accent sur la légèreté des peines de la loi japonaise sur les enlèvements, Entre le ciel et l'enfer est dit avoir été partiellement responsable de la réforme du Code pénal en 1964.

### Remakes
Le film indien Inkaar (en) (1977) est décrit comme un remake bollywoodien du film.
Le film est adapté à la télévision japonaise en 2007 par Yasuo Tsuruhashi.
L'histoire de la mini-série de 2023 Full Circle est inspirée de Entre le ciel et l'enfer.
Apple Original Films annonce le 8 février 2024, via X, que Spike Lee réalisera un remake, avec Denzel Washington dans le rôle principal, en collaboration avec A24. Le tournage commence en mars de la même année.

## Distinctions et nominations
Mostra de Venise (1964)
- Nomination - Lion d'or – Akira Kurosawa

Prix du film Mainichi (1963)
- Gagnant - Meilleur film
- Gagnant - Meilleur scénario – Akira Kurosawa, Hideo Oguni, Eijirō Hisaita, Ryūzō Kikushima

Golden Globes (1964)
- Nomination - Meilleur film étranger[25]